# Wilamowice
Wilamowice (tiếng Đức: Wilmesau, tiếng Wymysorys: Wymysoü) là một thị trấn nhỏ, tọa lạc tại hạt Bielsko, tỉnh Śląskie (từ năm 1999, trước đó thuộc tỉnh Bielsko-Biała, 1975–1998). Tiếng Wymysorys là một ngôn ngữ bị đe dọa, hiện có khoảng 70 người bản ngữ, đa số là người cao tuổi. Người dân tại đây là người Wilamowiczanie.